# Kapelle auf dem Alten Friedhof (Gießen)

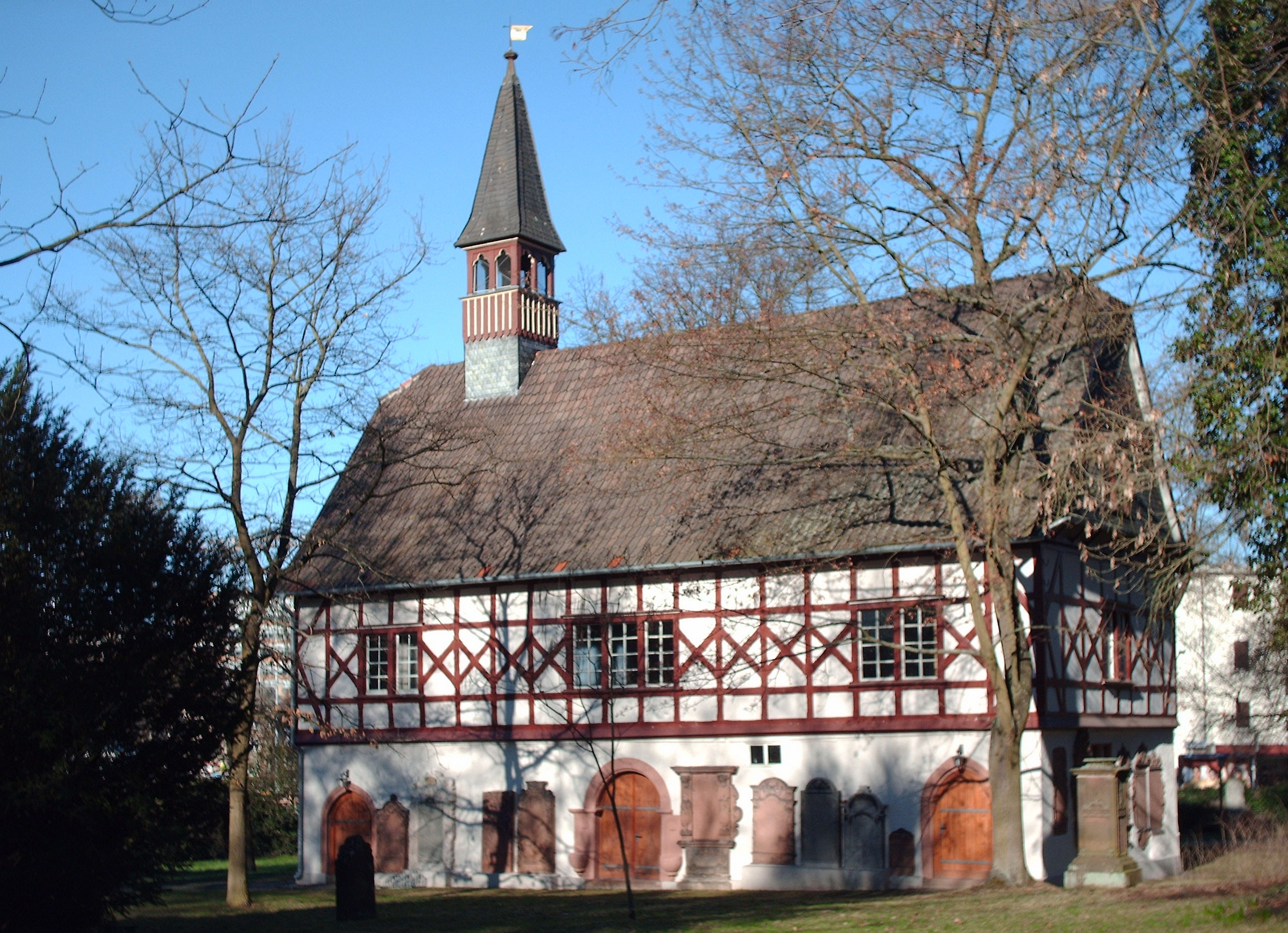
Kapelle mit Grabplatten, von Süden gesehen

Die Kapelle auf dem Alten Friedhof im mittelhessischen Gießen ist ein zweigeschossiger Saalbau aus den Jahren 1623 bis 1625 mit streng symmetrischem Fachwerkobergeschoss auf dem Alten Friedhof. Sie wurde vom Stadtbaumeister Johannes Ebel zum Hirsch im Stil der Renaissance errichtet. Das 1840 baufällige Dach wurde durch Hugo von Ritgen erneuert, der das Gebäude um ein Fachwerkobergeschoss mit Schopfwalmdach im Stil des Historismus aufstockte und 1862 den schlanken Dachreiter entwarf. Neben dem Stadtkirchenturm ist die Kapelle der älteste erhaltene Sakralbau der Kernstadt. Sie beherbergt heute die 1927 gegründete Luthergemeinde. Der gesamte Friedhof einschließlich der Friedhofskapelle inklusive Interieur steht als Sachgesamtheit unter Denkmalschutz.

## Geschichte

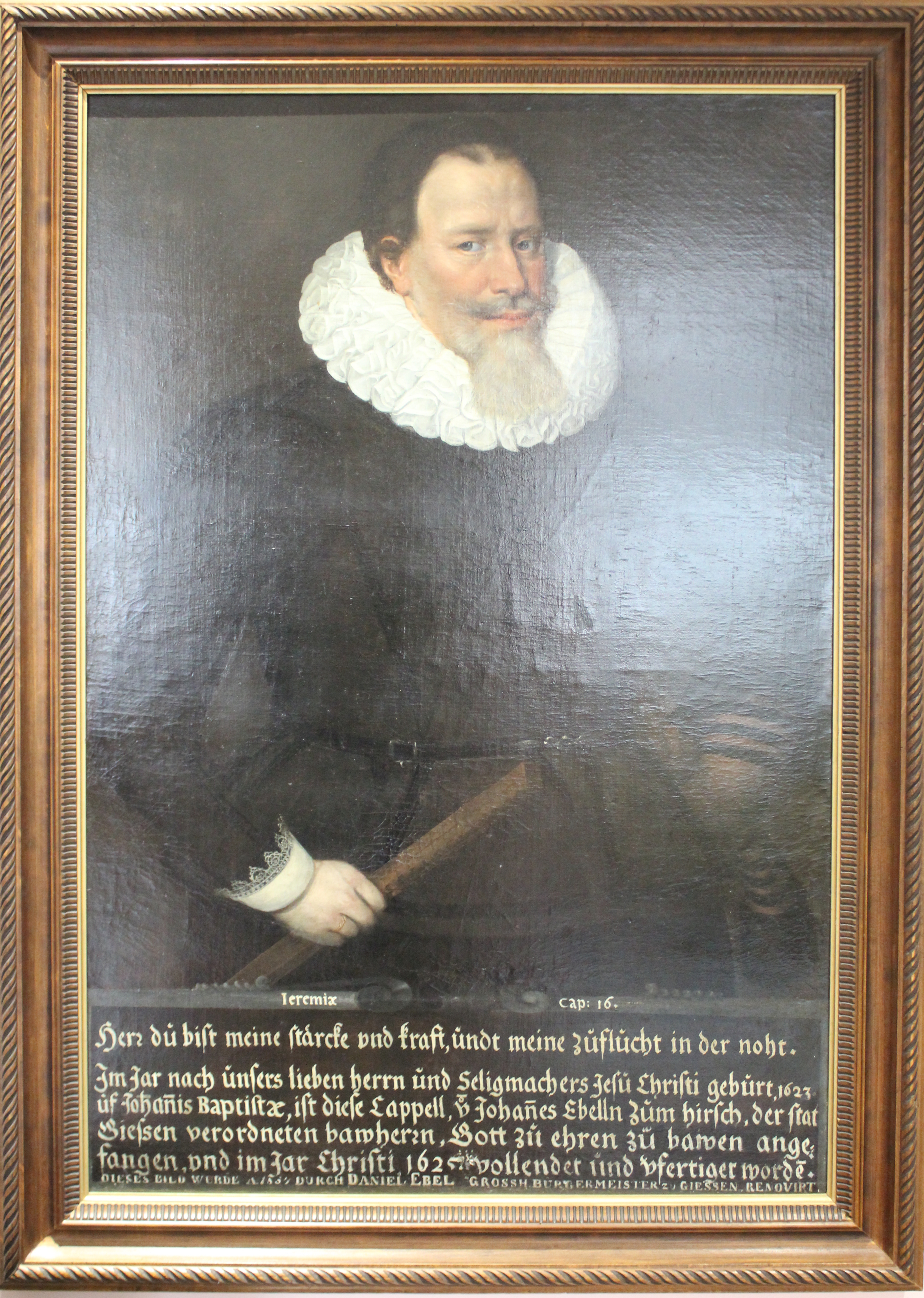
Johannes Ebel zum Hirsch, Erbauer der Kapelle

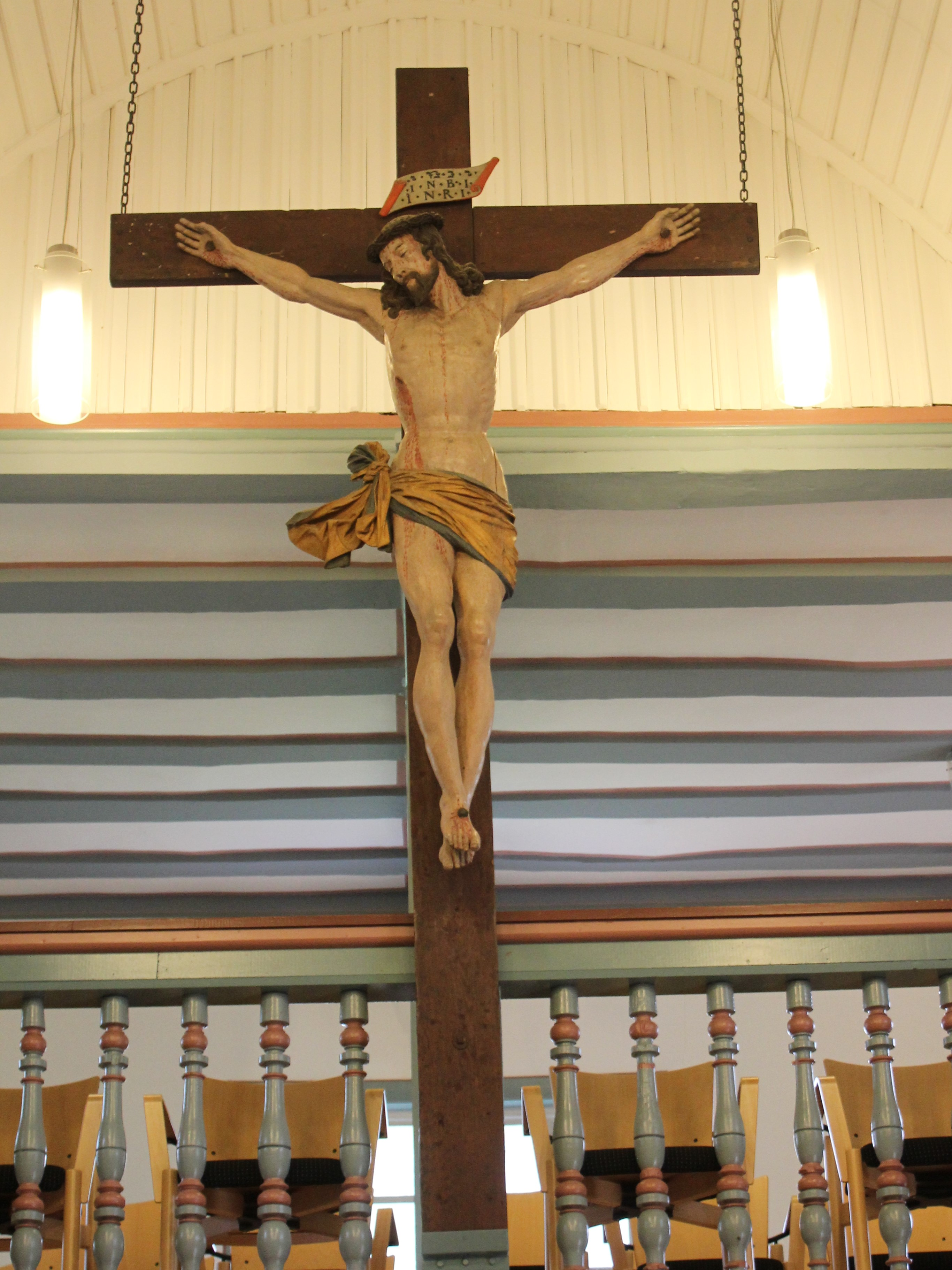
Kruzifix, eines der ältesten Inventarstücke

Der Friedhof wurde 1529 bis 1530 außerhalb der Tore der Stadt angelegt, als Gießen unter Landgraf Philipp dem Großmütigen erweitert und befestigt wurde. Er umfasste zunächst nur ein rechteckiges Gebiet von etwa 60 × 100 Metern zwischen der heutigen Licher Straße und der Straße „Am Nahrungsberg“. Zuvor diente das Gebiet vermutlich bereits als „Pestacker“. Im 16. Jahrhundert ist bereits eine erste Kapelle auf dem Alten Friedhof nachweisbar. Die heutige Kapelle wurde von 1623 bis 1625 unter der Regie des damaligen Gießener Stadtbaumeisters, Johann Baptist Ebel zum Hirsch († 1636), als erstes steinernes Haus am Nahrungsberg errichtet oder umgestaltet. Eine Unterschrift unter dem Porträt Ebels, das bis 1944 in der Kapelle hing und sich seitdem im Oberhessischen Museum befindet, bestätigt dies: „Im Jar nach unsers lieben herrn und Seligmachers Jesu Christi Geburt, 1623 uf Johannis Baptistae, ist diese Cappell von Johannes Ebelln zum hirsch, der stat Giessen verordneten bawherrn, Gott zu ehren zu bawen angefangen, und im Jar Christi 1625 vollendet und vfertiget worden.“ Zunächst diente sie als Friedhofskapelle und vereinzelt für Gottesdienste an bestimmten Feiertagen. Ein weiterer Umbau folgte im Jahr 1717.
Über den Zustand der Kapelle vor 1830 existieren keine Belege, auf einer ungenauen Lithografie von 1830 ist nicht viel zu erkennen, da der Bau nur von der Rückseite gezeigt wird. Unsicher bleibt, ob der Renaissancebau von 1625 über ein Fachwerkobergeschoss verfügte, ob dieses 1717 ergänzt oder erst 1840 aufgestockt wurde. Aufgrund der Proportionen wird eine ursprünglich zweigeschossige Anlage mit Satteldach für möglich gehalten.
Während der Koalitionskriege wurde die Kapelle säkularisiert und diente als Waffenlager und Werkstatt der französischen Artillerie und trug Kriegsschäden davon. Weil keine Reparaturen vorgenommen wurden, war das Gebäude 1840 einsturzgefährdet oder sogar von einem Einsturz betroffen. Mit dem Wiederaufbau wurde Hugo von Ritgen beauftragt, der schon die Wartburg restauriert hatte und Professor für Architektur an der Ludoviciana in Gießen war. Die Arbeiten wurden 1860/1861 abgeschlossen. Von Ritgen stockte das Untergeschoss um ein Fachwerkobergeschoss in oberhessischer Bauweise auf und entwarf 1862 den Glockenturm. Die Glocke stammt aus demselben Jahr und wurde vom Gießener Glockengießer Georg Otto gefertigt. Das Mittelportal in der Südseite wurde verschlossen und das Nordportal geschaffen.
Nach Gründung der Evangelischen Luthergemeinde im Jahr 1927 überließ die Stadt ihr die Kapelle als neue Gemeindekirche. Die Gemeinde hält seitdem ihre Gottesdienste dort ab. Als sich die Stadt weiter nach Süden ausdehnte, wurde die Lukasgemeinde geteilt und es entstand mit Wirkung vom 1. Januar 1929 die Petrusgemeinde. Im Jahr 1936 wurden der Altar und die Kanzel von der Ost- auf die Westseite umgesetzt. Eine eingreifende Innenrenovierung folgte 1964, bei der die Inneneinrichtung erneuert wurde. Der Treppenaufgang zur Empore erhielt 1980 halbrunde Sandsteinstufen sowie eine passende Außentür. Die Heizung wurde 1981 erneuert, 1985 eine Lautsprecheranlage eingebaut.

## Architektur

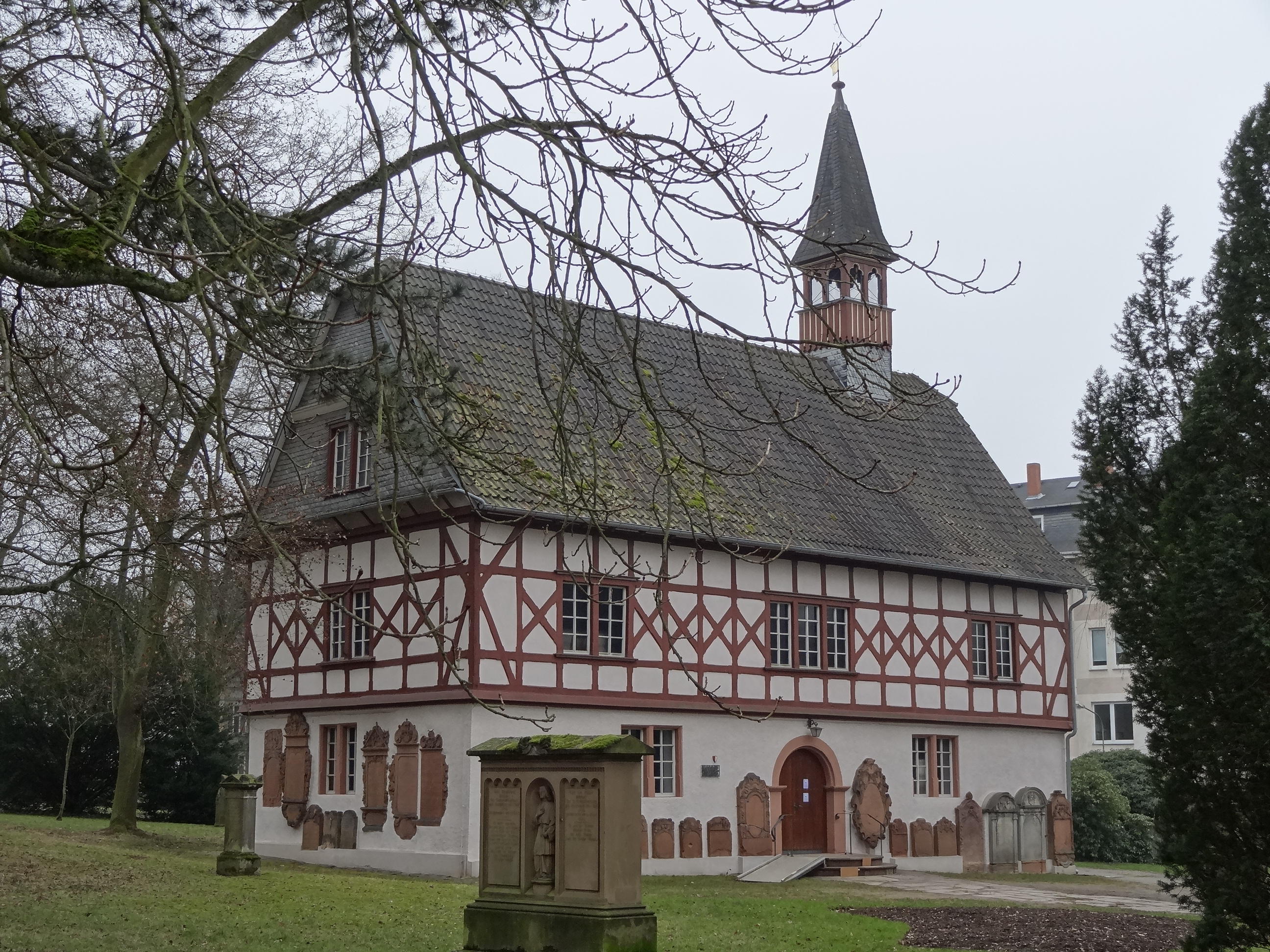
Kapelle von Norden

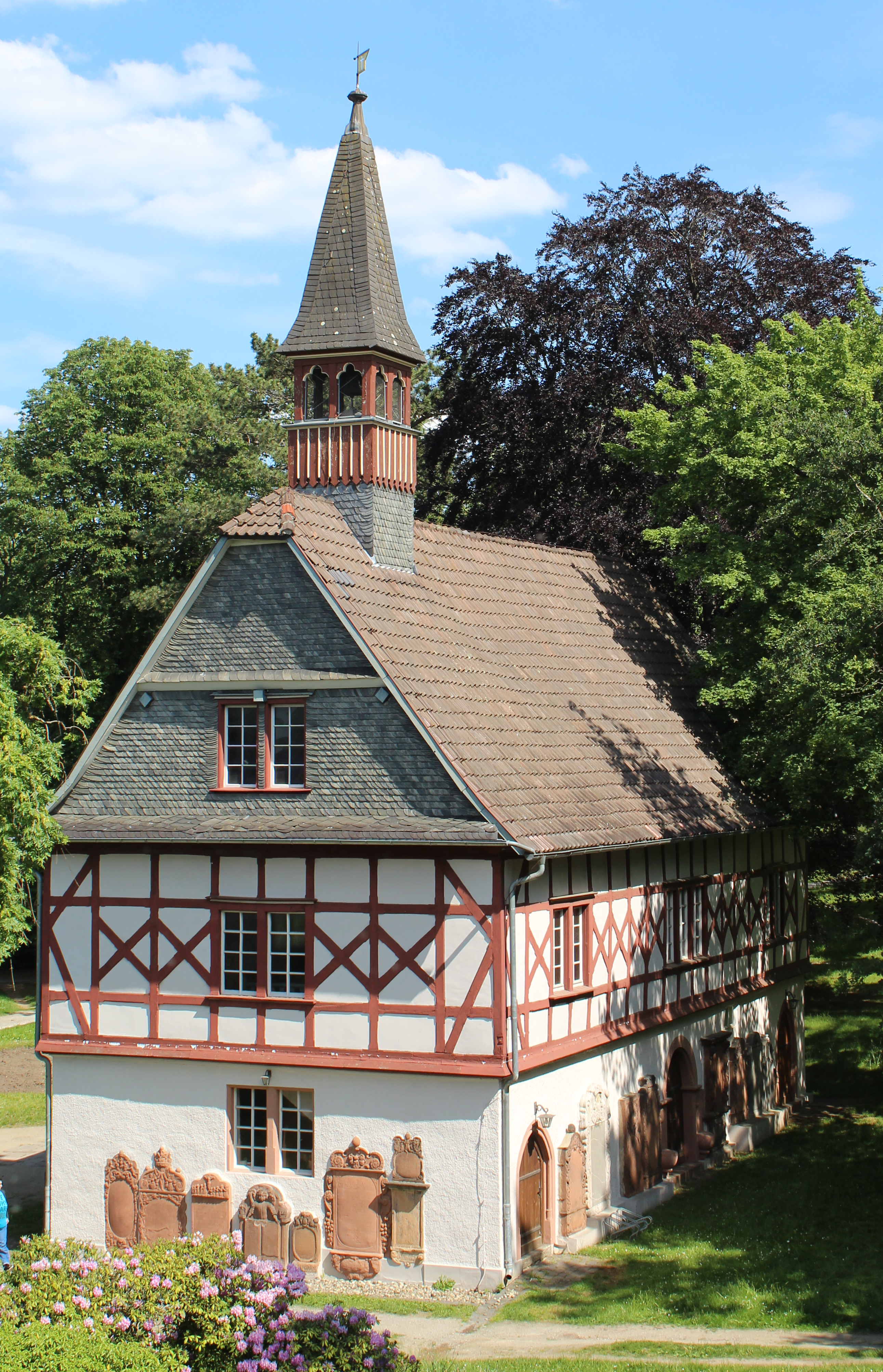
Ansicht von Westen

Die Friedhofskapelle steht in der Nordecke des Friedhofs im ältesten Teil der ursprünglichen Anlage. Es handelt sich um einen zweigeschossigen Saalbau mit einem streng symmetrisch aufgebauten Fachwerkobergeschoss und einem Schopfwalmdach. Das massiv aufgemauerte Untergeschoss auf rechteckigem Grundriss ist geostet, hat aber keinen Chor. Drei Portale aus rotem Sandstein in der original erhaltenen Südseite sind symmetrisch angeordnet. Im Süden befand sich der ursprüngliche Haupteingang des Friedhofs. Das mittlere Rundbogenportal (1,72 Meter breit) aus der Renaissance hat vorkragende Kämpferplatten und breite Gewände mit Beschlagwerk im Bogen und kleinen, eingesetzten Obelisken im Bogenansatz. Unterhalb der Kämpfer sind halbrunde Sitze mit Muschelnischen eingelassen. Die flankierenden Portale (1,40 Meter breit) sind ebenfalls bauzeitlich, haben aber schlichte Spitzbögen mit sich kreuzenden Profilstäben. Das rundbogige Nordportal (2,05 Meter breit) in der Mauermitte wurde im Jahr 1717 geschaffen, als der Friedhof seinen Nordeingang erhielt.
Das Fachwerkobergeschoss von 1840 ist auf dem Reißbrett entstanden und gleichmäßig durchkonstruiert. Vier umlaufende Riegel mit Seitenstreben gliedern das Fachwerk in drei Ebenen. Die mittlere Ebene ist höher als die anderen beiden und weist durchgängig Kreuze in den Gefachen auf. Die Giebeldreiecke sind verschiefert. Der im Westen aufgesetzte Dachreiter von 1862 ist vierseitig. Über dem verschieferten Sockel erhebt sich ein offenes Geschoss mit Nonnenköpfen, darüber ein Spitzhelm, der von einem Turmknauf und schlichten Kreuz mit Wetterfahne bekrönt wird. Der Dachreiter beherbergt eine Bronzeglocke (0,40 Meter Durchmesser), die 1862 von Georg Otto in Gießen gegossen wurde und die Inschriften trägt: „Christus ist mein Leben, und Sterben ist mein Gewinn“ und „Gegossen von Georg Otto A. S. in Gießen 1862“.

## Ausstattung

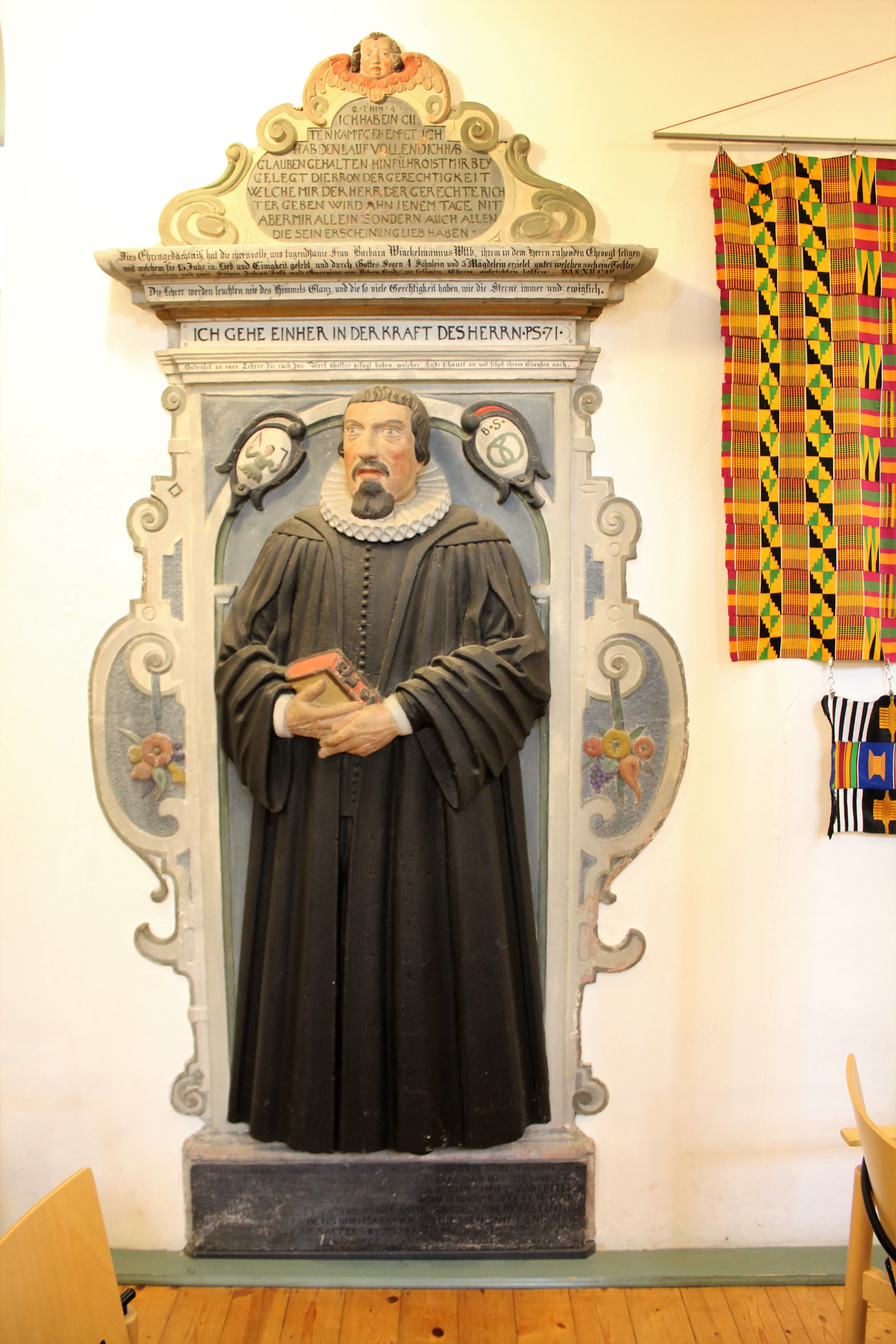
Winckelmann-Epitaph

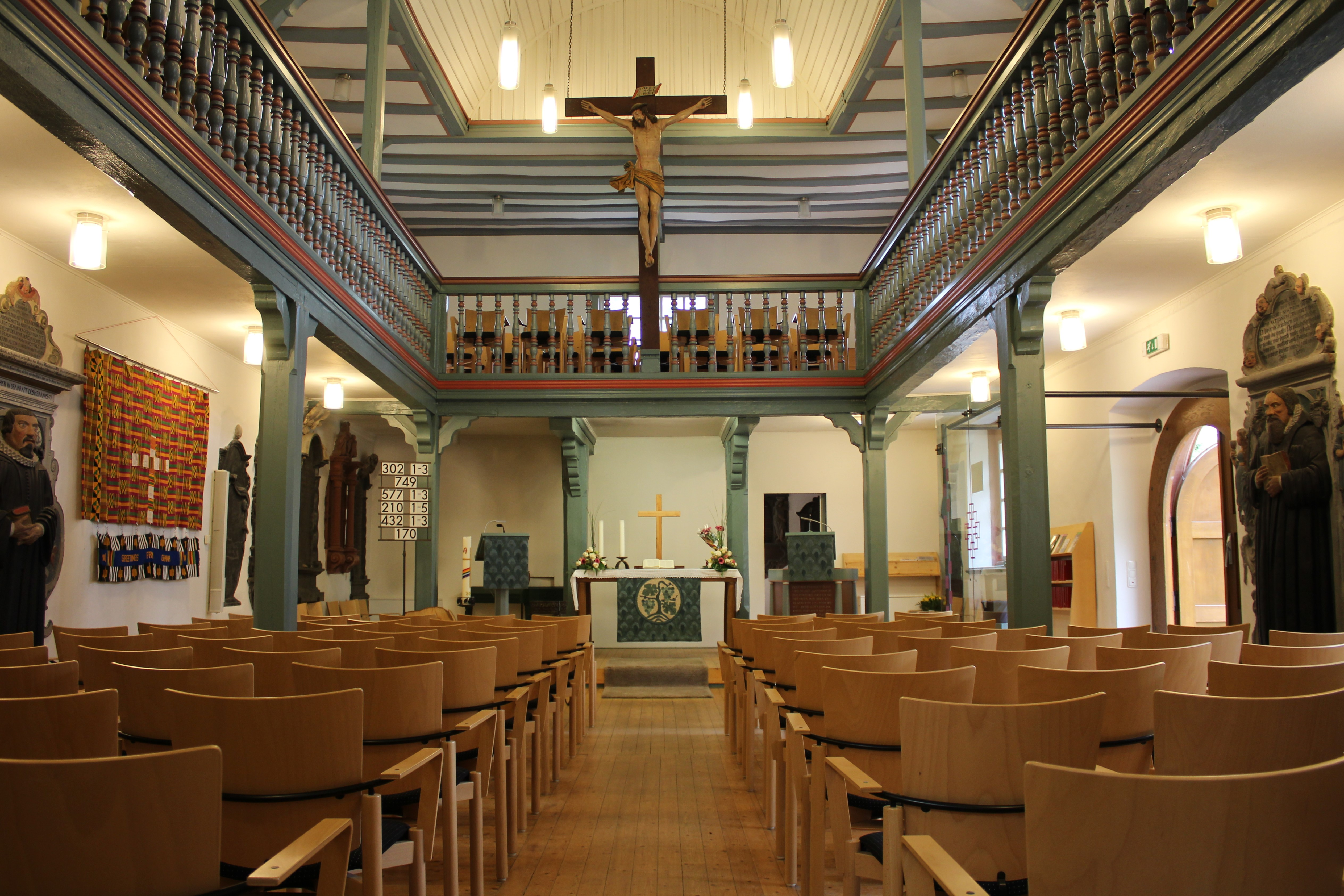
Innenraum mit Blick nach Westen

Der Innenraum wird von einer flachen Holzbalkendecke abgeschlossen, die in der Mitte eine Aussparung mit einer halbkreisförmigen Holztonne hat. Der Raum wird von einer vierseitig umlaufenden, hölzernen Empore mit Balustraden beherrscht, die auf freistehenden Holzstützen und auf Wandstützen mit Bügen ruht. Oberhalb der Empore tragen Holzpfeiler die Balkendecke. Eine Wand im Westen trennt die Sakristei und den Treppenaufgang zu der Empore ab, der nur durch eine Außentür zugänglich ist.
Das große Kruzifix des Dreinageltypus stammt aus der Erbauungszeit der Kirche. Allerdings scheint es für den Raum überdimensioniert, sodass eine andere Herkunft vermutet wurde, möglicherweise aus der 1809 abgebrochenen Stadtkirche.
Das historische Kirchengestühl, das aus der Zeit um 1800, von 1840 und 1890 stammte, wurde erstmals 1964 gegen moderne Bänke ausgetauscht, bei der Renovierung 2005/06 gegen hölzerne Bestuhlung. Der Altarbereich ist durch ein hölzernes Podest um eine Stufe gegenüber dem Gemeindesaal erhöht. Der Altar und die Kanzel wurden ebenfalls 1964 erneuert. Auf dem Altartisch steht ein schlichtes Holzkreuz. Die polygonale hölzerne Kanzel hat runde Ecksäulen und trägt auf dem vorderen Kanzelfeld eine Inschrift aus 2 Kor 4,5–6 . Das Lesepult ruht auf einer achteckigen Holzsäule. Die Taufschale wurde 1893 zur Einweihung der Johanneskirche gestiftet und 1972 der Luthergemeinde überlassen.
An den Außenmauern des Untergeschosses wurden bereits vor 1900 zum Schutz zahlreiche Grabsteine des 17. und 18. Jahrhunderts aufgestellt. Im Jahr 1936 wurden die wertvollsten ins Innere der Kapelle umgesetzt. Dort befinden sich Grabmäler aus dem 16. bis 19. Jahrhundert, darunter Renaissance-Epitaphe der Marburger Bildhauer Philipp und Adam Franck. Bemerkenswert sind die ganzfigurigen und farbig gefassten Epitaphe für die Theologen und drei ersten Universitätsrektoren Johannes Winckelmann (1551–1626), Justus Feuerborn (1587–1656) und Peter Haberkorn (1604–1676). Winckelmann war 1607 der Gründungsrektor der Gießener Universität. Feuerborn übernahm dessen Position bei der Wiedereröffnung der Universität nach dem Westfälischen Frieden im Jahr 1650. Haberkorn war sein Schwiegersohn und Nachfolger. Die Professoren werden in ihrem schwarzen Amtstalar mit spanischem Kragen und mit Buch als Ausdruck ihrer Bildung dargestellt.

## Orgel

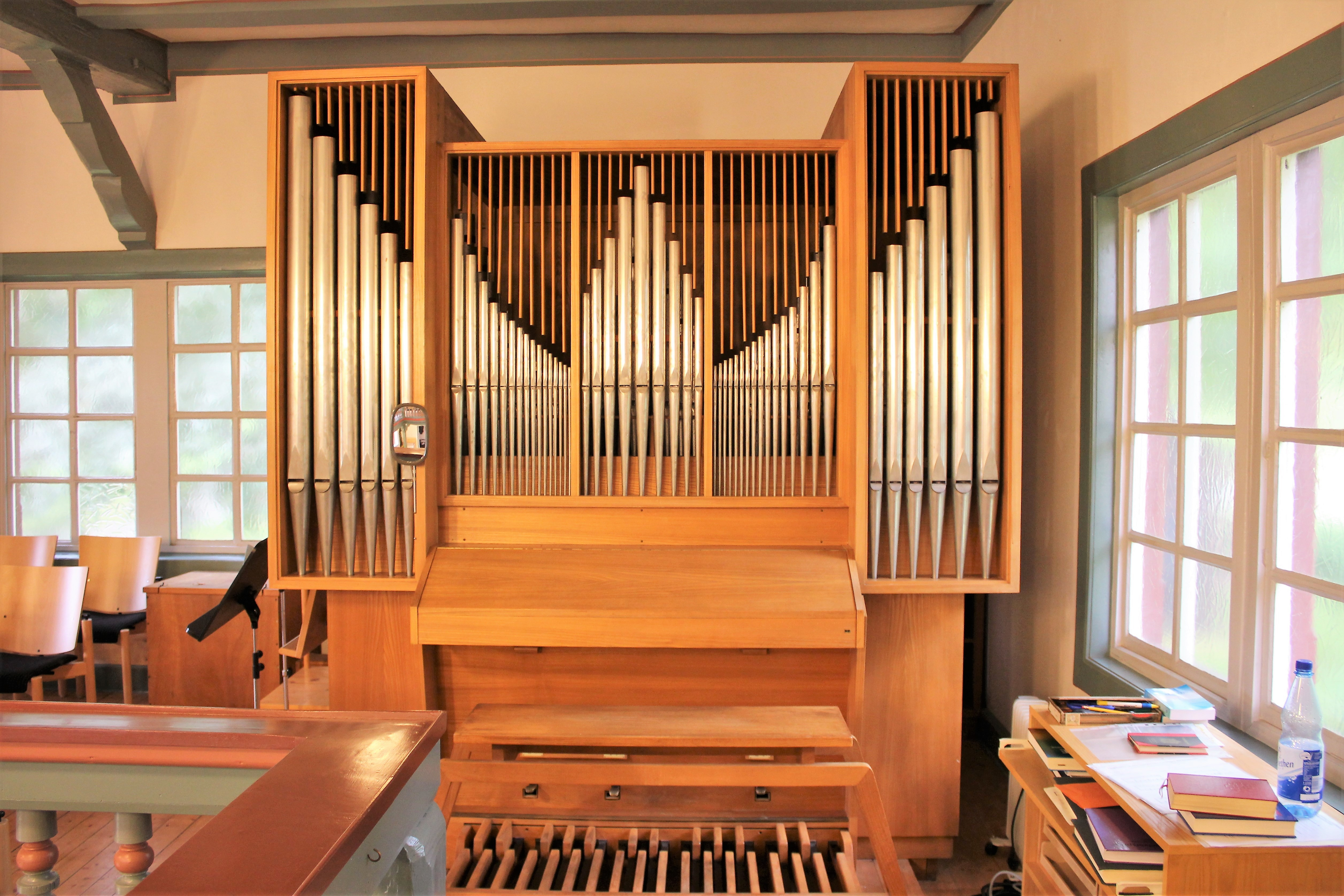
Orgel von 1965

Die Orgel wurde 1965 von der Licher Firma Förster & Nicolaus Orgelbau geschaffen und von der Luthergemeinde 1975 gebraucht aus Saarlouis erworben, wo sie Rudolf Rühl als Hausorgel gedient hatte. Die alte Orgel wurde 1980 der Stephanusgemeinde überlassen. Das neue zweimanualige Instrument mit mechanischer Spiel- und Registertraktur verfügt über neun Register. Die Disposition lautet wie folgt:
| I Hauptwerk C–g3 |    |
| Rohrflöte        | 8′ |
| Prinzipal        | 4′ |
| Sesquialter II   |    |
| Mixtur III–IV    |    |
| Tremulant        |    |

| II Oberwerk C–g3 |    |
| Holzgedackt      | 8′ |
| Spitzflöte       | 4′ |
| Prinzipal        | 2′ |
| Tremulant        |    |

| Pedal C–f1 |     |
| Subbaß     | 16′ |
| Gemshorn   | 8′  |

- Koppeln: II/I, I/P, II/P